# Wobbe indeks
Wobbe Indeks (IW) bruges til at sammenligne brændværdierne mellem forskellige brændbare gasser, såsom naturgas, biogas og bygas. Hvis {\displaystyle V_{C}} er øvre brændværdi, også kaldet den kalorimetriske brændværdi, og {\displaystyle G_{S}} er specifikke tyngde, så er Wobbe Indekset, {\displaystyle I_{W}}, defineret som
{\displaystyle I_{W}={\frac {V_{C}}{\sqrt {G_{S}}}}.}
Wobbe Indekset bruges især til at indstille forbrændingen af gas i for eksempel gaskomfurer. Dette er vigtigt for at opnå en optimal og fuldstændig forbrænding. Hvis to brændstoffer har identiske Wobbe Indekser så vil energiproduktionen være den samme for en givne tryk og ventilindstilninger. Andre flammekarakteristikker (brændhastighed, svovlindhold etc.) kan dog variere ved samme Wobbe indeks.
| Wobbe Indeks (MJ/Nm3) | Gasart   |
| 22.5 – 30             | Bygas    |
| 39 – 45               | Naturgas |